# Озіло
Озіло (італ. Osilo, сард. Osile) — муніципалітет в Італії, у регіоні Сардинія,  провінція Сассарі.
Озіло розташоване на відстані близько 350 км на захід від Рима, 175 км на північ від Кальярі, 10 км на схід від Сассарі.

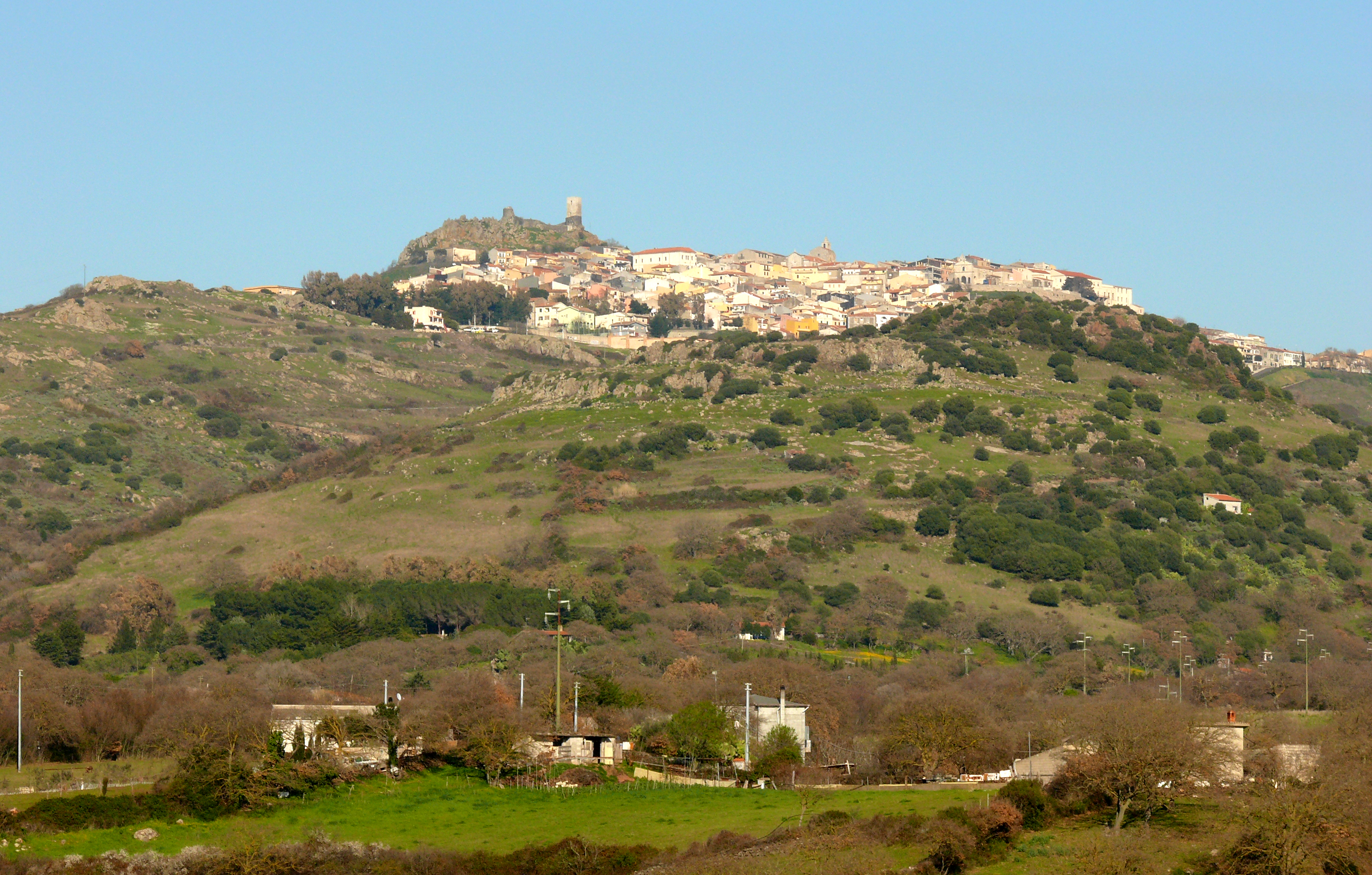

Населення — 3118 осіб (2014).

## Демографія
Населення за роками:

Станом на 1 січня 2023 року в муніципалітеті офіційно проживало 36 іноземців з 8 країн, серед них 21 громадянин країн Євросоюзу та 6 громадян України.

## Сусідні муніципалітети
- Карджеге
- Кодронджанос
- Мурос
- Нульві
- Плоаге
- Сассарі
- Сеннорі
- Тергу